# Nassaulaan 14-16 (Baarn)
De dubbele villa Nassaulaan 14-16 is een gemeentelijk monument aan de Nassaulaan in de Transvaalwijk van Baarn in de provincie Utrecht.
De asymmetrische voorgevels hebben zowel gepleisterde als bakstenen versieringen. Er zijn onderdelen uit de chaletstijl gebruikt om een levendig aanzien te verkrijgen: houtsnijwerk, banden en sluitsteenmotieven en overstekende daken.
Beide panden hebben een topgevel met een serre op de begane grond. De linker topgevel heeft op de verdieping een grote boog waarin een balkondeur is gemaakt. De iets lagere rechter topgevel is iets lager en heeft een schelpvorm bovenin.